# Багинская, Виктория Ильинична
Викто́рия Ильи́нична Баги́нская (урождённая Гурджи́; 30 июня 1926, Краснодар, Северо-Кавказский край — 7 января 2012, Краснодар) — советская и российская писательница, педагог, собиратель песен и фольклора крымчаков, одна из последних носителей живой крымчакской речи.

## Биография
Родилась в семье крымчаков Ильи Яковлевича и Веры Петровны Гурджи, приехавших в Краснодар из Керчи (Крым) в голодном 1921 году.
В 1974 году была приглашена сотрудничать в «Учительскую газету» как победитель (1-я премия) Всесоюзного литературного конкурса очерков «Учитель наших дней», посвящённого 50-летию «Учительской газеты». Статьи В. Багинской о нестандартных уроках, приёмах и методах воспитания, очерки, новеллы и т. д. до последнего времени печатались в «Учительской газете».
Опубликовано более 250 статей во всесоюзной и краевой периодике: в журналах «Литература в школе», «Уроки литературы», «Семья и школа», «Дружба народов», «Советская женщина» (позже «Мир женщины»), «Природа и человек», «Наука и жизнь» и многих других; в центральных газетах: «Учительская газета», «Правда», «Гудок» и других изданиях. Багинская В. И. — лауреат пяти литературных конкурсов на лучший очерк: международных (две первых и одна третья премии), всесоюзных (первая и третья премии).

## Общественная деятельность
Все семь человек семьи Гурджи, жившей вдали от Крыма, дома говорили по-крымчакски, знали крымчакские песни, хранили крымчакские пословицы и поговорки, притчи, предания, не забывали обычаи и традиции.
В начале 1960-х годов Багинская отослала в Государственный музей этнографии СССР 12 песен, переведённых ею на русский язык. Музей принял её в члены совета содействия музею.
В 1983 году в газете «Правда» вышла статья В. Багинской «Припадаю к роднику», где она впервые рассказала о своём народе и о необходимости сохранить народное творчество крымчаков.
Багинская собрала 100 песен, 230 пословиц, притчи, сказки и поговорки, перевела всё на русский язык, но издать не удавалось несколько десятков лет. В 2003 году Багинской с помощью супруга и сыновей удалось издать за свой счёт 100 экземпляров сборника «Народные песни и пословицы крымчаков». Сборник раздарили любителям фольклора. Книга занесена в каталог Библиотеки Конгресса США.
Багинская перевела подборки стихов А. С. Пушкина и М. Ю. Лермонтова на крымчакский язык.

## Творчество
Виктория Багинская писала миниатюрные копии картин И. К. Айвазовского, иллюстрировала произведения писателей-фантастов (А. Н. Толстой, «Аэлита»; А. Р. Беляев, «Человек-амфибия» и др.). В литературном жанре специализировалась на научно-фантастической поэзии и новеллах («Контакт», «Зов» и т. д.).

## Стихи
- Мой зелёный корабль, «Учительская газета»
- Первая подборка стихов В. Багинской с предисловием И. Вараввы, «Доброго пути», «Советская Кубань», 23 января 1965 года

## Переводы
- Народные песни и пословицы крымчаков, Краснодар, 2003 (Библиотека Конгресса США)
- Связь времён (об А. Пушкине, его правнуке и переводах стихов поэта на крымчакский язык), «Наука и жизнь», № 6, 2005 год.

## Статьи
- «Припадаю к роднику», «Правда» от 6 января 1983 года
- Забытое богатство: быт крымчаков, «Дружба народов», 1990, № 1
- Свадьба в крымчакской семье, «Дружба народов», 1993, № 8.
- Песня Ашик-Кериба (о крымчакском фольклоре), «Литература в школе», 2005, № 8.
- Слышу голоса их днём и ночью я…, «Учительская газета», 2003, № 34
- Елена Лубинец, «Собирательница радуги», «Российская газета», № 221 от 4 октября 2005
- В. Багинская в Енциклопедії Сучасної України (2003 г., Том 2, стр. 57 стр. 58)

## Переписка
- Письмо Самуила Маршака Виктории Багинской, С. Маршак, Избранные письма. Собрание сочинений, т.8
- Ответ из ЮНЕСКО на письмо Виктории Багинской. (Перевод письма на русский язык)

## Иллюстрации к книгам
- Рисунки к собственному сборнику стихов "Жизнь — экзамен суровый", 2008 г. (Рис. 1, Рис. 2, Рис. 16)

## Песни
- Мало гнева, мало боли (стихи Виктории Багинской, музыка и исполнение Игоря Мея). [music.lib.ru/editors/p/pesni_na_stihi Слушать]